# William C. de Mille

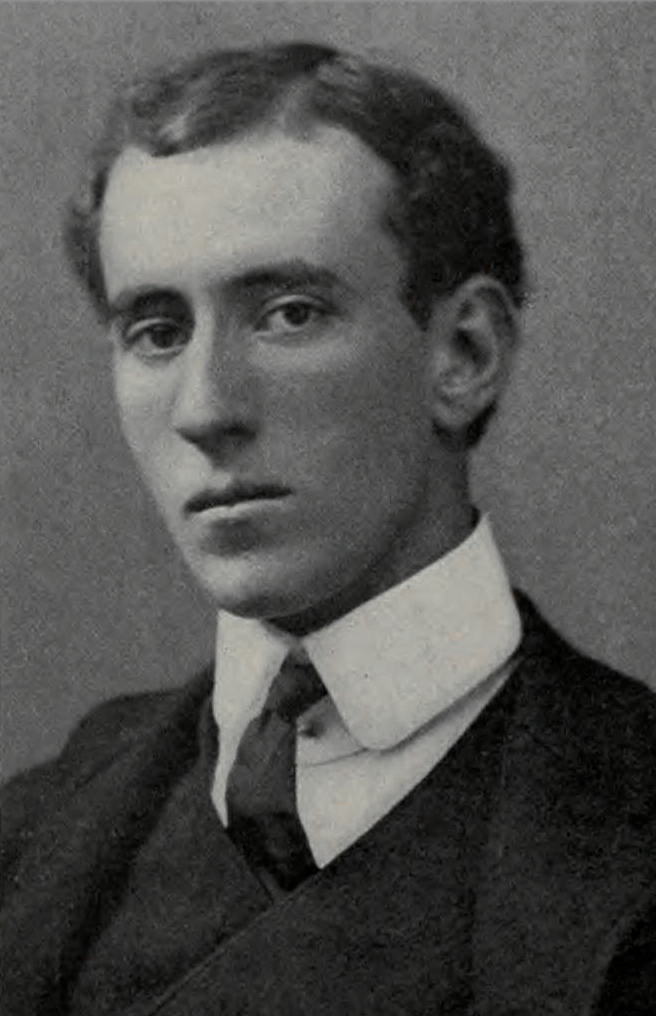
William C. de Mille (1904)

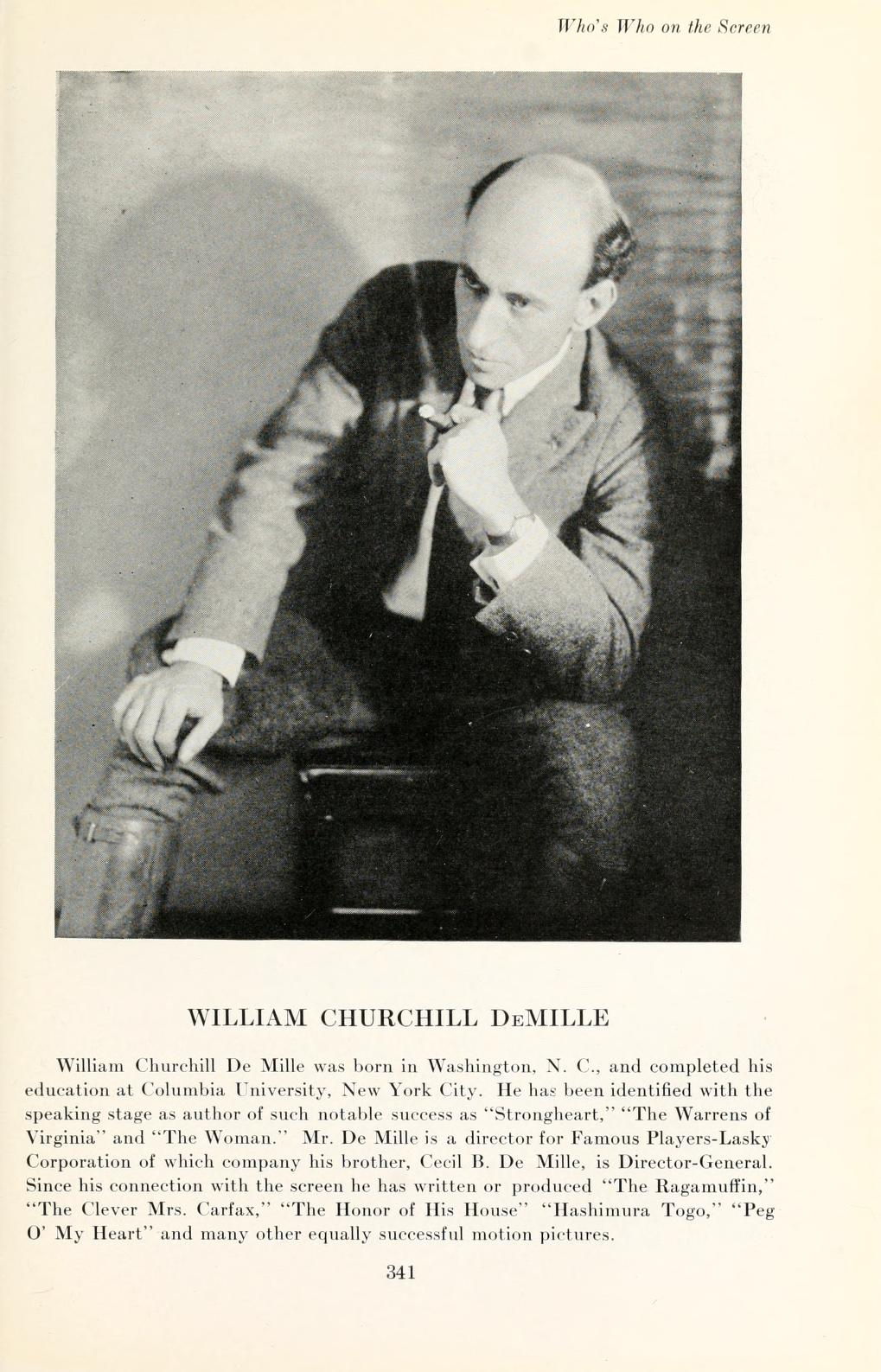
William C. de Mille (1920)

William Churchill de Mille (* 25. Juli 1878 in Washington, North Carolina; † 5. März 1955 in Playa del Rey, Kalifornien) war ein US-amerikanischer Bühnenautor und Regisseur. Er war der Bruder des wesentlich bekannteren Filmemachers Cecil B. DeMille.

## Leben
William C. de Mille wurde 1878 als Sohn von Henry Churchill De Mille, einem erfolgreichen Bühnenautoren, und Matilda Beatrice Samuel geboren. Er studierte zunächst Kunst an der Columbia University, bevor er an der American Academy of Dramatic Arts einen Schauspielkurs absolvierte. Nach einem zweijährigen Aufenthalt in Deutschland studierte de Mille Dramatic Literature bei Brander Matthews.
1905 veröffentlichte de Mille mit Strongheart sein erstes Drama. Ein Jahr später schrieb er erstmals zusammen mit seinem jüngeren Bruder Cecil B. DeMille ein Theaterstück (The Genius), 1907 folgte in Zusammenarbeit mit Margaret Turnbull die Komödie Classmates. Seinen Durchbruch als Dramatiker erzielte de Mille 1907 mit der Komödie The Warrens of Virginia, die von dem Theaterproduzenten David Belasco inszeniert wurde. Seinen größten Erfolg als Bühnenautor feierte de Mille 1911 mit dem Drama The Woman, das 1927 von Herbert Brenon auch verfilmt wurde.
1914 folgte de Mille seinem Bruder Cecil ins Filmgeschäft. Er arbeitete zunächst als Dramaturg und Drehbuchautor bei Famous Players-Lasky, übernahm aber schon bald den Posten des Regisseurs. De Mille drehte rund 50 Stummfilme für Famous Players-Lasky und Paramount Pictures, von denen aber nur wenige erhalten sind. William C. de Milles Filme waren in kommerzieller Hinsicht weniger erfolgreich als diejenigen seines Bruders, wurden aber von der Filmkritik gelobt. De Mille spezialisierte sich auf Literaturverfilmungen, wobei er sich  besonders für die psychologische Entwicklung der Figuren interessierte. Er legte Wert auf Humor und die menschlichen Zwischentöne, womit er sich deutlich vom opernhaften Stil seines Bruders unterschied.
Nach Einführung des Tonfilms zog sich de Mille langsam aus dem Filmgeschäft zurück, seine letzte Regiearbeit war 1933 die Komödie His Double Life. De Mille versucht ein Comeback am New Yorker Broadway, doch konnte er nicht an seine früheren Theatererfolge anschließen. Die folgenden Jahre verbrachte er als Dozent an der USC School of Cinematic Arts, die er 1929 mitbegründet hatte.
William C. de Mille zählte zu den frühen Mitgliedern der Academy of Motion Picture Arts and Sciences und stand ihr von 1929 bis 1931 als Präsident vor. Gemeinsam mit Douglas Fairbanks senior moderierte er 1929 die erste Oscarverleihung und war alleiniger Gastgeber der zweiten Oscarverleihung im Jahr 1930.
De Mille war von 1903 bis 1929 mit Anna Angela George, der Tochter des Ökonomen Henry George, verheiratet. Sie hatten zwei Töchter: die spätere Tänzerin Agnes de Mille und die spätere Schauspielerin Peggy George. 1929 heiratete de Mille die Drehbuchautorin Clara Beranger, mit der er bis zu seinem Tod im Jahr 1955 verheiratet blieb.

## Filmografie (Auswahl)
- 1914: The Only Son
- 1916: The Sowers
- 1916: The Heir to the Hoorah
- 1916: Anton the Terrible
- 1917: The Secret Game
- 1918: The Honor of His House
- 1920: Jack Straw
- 1920: Conrad in Quest of His Youth
- 1920: Midsummer Madness
- 1921: The Lost Romance
- 1921: Miss Lulu Bett
- 1923: Grumpy
- 1924: The Bedroom Window
- 1926: For Alimony Only
- 1927: The Little Adventuress
- 1928: Herzbub (Tenth Avenue)
- 1928: Craig’s Wife
- 1929: The Idle Rich
- 1930: This Mad World
- 1930: Passion Flower
- 1932: Two Kinds of Women
- 1933: His Double Life
- 1933: Kaiser Jones (The Emperor Jones) (Supervisor)
- 1939: Kettensträfling in Australien (Captain Fury) (Drehbuch)